# 零凝
零凝，中国作家。男。本名林琳。又名林俊森。漳州人。作品有《红水缘》、《血恋》等。

## 相关连结
1. 零凝的个人空间 （页面存档备份，存于）
2. 零凝的BLOG （页面存档备份，存于）
3. 零凝的文集[永久]